# Betty Cuthbert
Elizabeth Alyse Cuthbert AM MBE, coneguda com a Betty Cuthbert, (Merrylands, Austràlia, 20 d'abril de 1938 - Mandurah, 6 d'agost de 2017) in Mandurah. fou una atleta australiana, guanyadora de quatre medalles olímpiques d'or en proves de velocitat.

## Carrera esportiva
Especialista en proves de velocitat, el setembre de 1956 aconseguí batre a Sydney el rècord del món dels 200 metres llisos amb un temps de 23.2 segons als 18 anys. Posteriorment participà en els Jocs Olímpics d'Estiu de 1956 realitzats a Melbourne (Austràlia), on aconseguí guanyar la medalla d'or en els 100 metres llisos, els 200 metres llisos i els relleus 4x100 metres llisos, establint un nou rècord del món en aquesta última prova amb un temps de 44.5 segons.
Participà en els Jocs Olímpics d'Estiu de 1960 realitzats a Roma (Itàlia), si bé fou eliminada en els quarts de final dels 100 metres lliures, l'única prova que disputà. Posteriorment participà en els Jocs Olímpics d'Estiu de 1964 realitzats a Tòquio (Japó), on aconseguí guanyar la medalla d'or en la prova dels 400 metres llisos, establint un nou rècord del món amb un temps de 52.0 segons.
Al llarg de la seva carrera guanyà tres medalles en els Jocs de l'Imperi Britànic i de la Comunitat, una d'elles d'or.
Malalta d'esclerosi múltiple, en els Jocs Olímpics d'Estiu de 2000 realitzats a Sydney (Austràlia) fou una de les encarregades de dur la Torxa Olímpica dins de l'Estadi Olímpic de Sydney, abans que l'atleta Cathy Freeman encengués el peveter.
El 1994 fou inclosa a l'Sport Australia Hall of Fame, el 2000 a l'Athletics Australia Hall of Fame i el 2012 a l'IAAF Hall of Fame.

### Millors temps

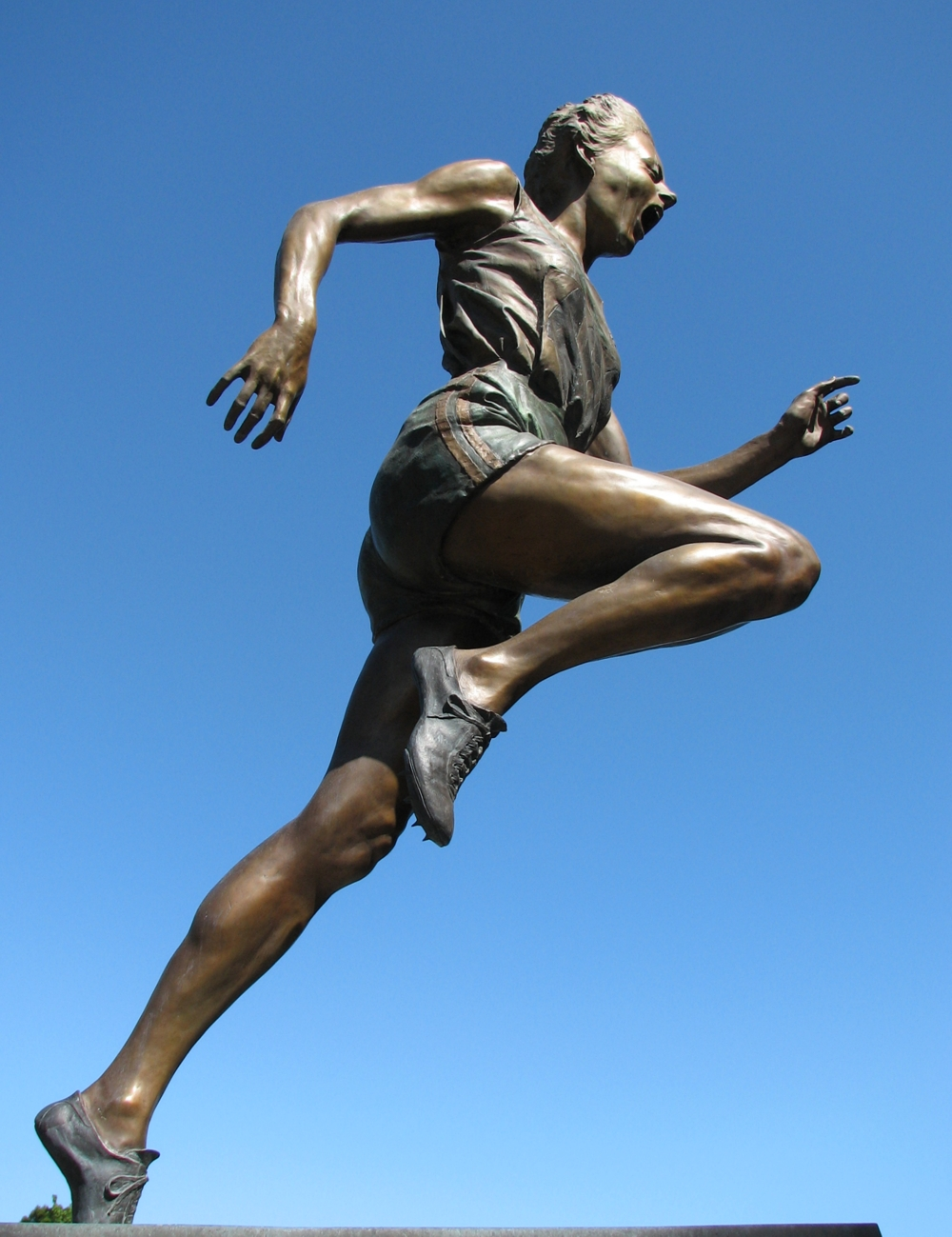
Estàtua de Cuthbert al Melbourne Cricket Ground.

| Prova (aire lliure) | Temps        | Ciutat    | Data                   |
| ------------------- | ------------ | --------- | ---------------------- |
| 60 metres           | 7.2 segons   | Sydney    | 27 de febrer de 1960   |
| 100 iardes          | 10.4 segons  | Sydney    | 1 de març de 1958      |
| 100 metres          | 11.4 segons  | Melbourne | 24 de novembre de 1956 |
| 200 metres          | 23.2 segons  | Sydney    | 16 de setembre de 1956 |
| 220 iardes          | 23.2 segons  | Hobart    | 7 de març de 1960      |
| 400 metres          | 52.01 segons | Tòquio    | 17 d'octubre de 1964   |
| 440 iardes          | 53.3 segons  | Brisbane  | 23 de març de 1963     |